# Daniel Killer
Pedro Daniel Killer Diez (Rosario, 21 dicembre 1949) è un ex calciatore argentino, di ruolo difensore.
Faceva parte della Nazionale di calcio argentina che vinse i Mondiali di calcio del 1978, in cui vestiva la maglia numero 11.

## Carriera
Killer iniziò la sua carriera calcistica nel 1970 con il Rosario Central, a cui si unì due anni dopo suo fratello Mario. In quella squadra vinse due Campionati Nacional, nel 1971 e nel 1973.
In seguito militò nei seguenti club argentini: Racing Club de Avellaneda, Newell's Old Boys (storici rivali cittadini del Rosario Central), Vélez Sársfield, Estudiantes Rio Cuarto e Unión
Dopo una breve esperienza in Colombia con l'Atlético Bucaramanga, il difensore terminò la sua carriera in Argentina nelle serie minori con l'Argentino de Rosario.
Attualmente Killer è proprietario e gestore di un piccolo palazzetto di calcio indoor nella parte occidentale di Rosario.

## Palmarès

### Club

#### Competizioni nazionali
- Campionato argentino: 2

Rosario Central: 1971, 1973

### Nazionale
- Campionato mondiale: 1

Argentina: 1978